# Papyruscistikola
Papyruscistikola (Cisticola carruthersi) är en fågel i familjen cistikolor inom ordningen tättingar.

## Utbredning och systematik
Fågeln förekommer från Kongo-Kinshasa till Uganda, västra Kenya, Rwanda, Burundi och nordvästra Tanzania. Den behandlas som monotypisk, det vill säga att den inte delas in i några underarter.

## Status
IUCN kategoriserar arten som livskraftig.